# Bloomsday
Bloomsday (irl. Lá Bloom) – coroczne święto obchodzone 16 czerwca dla uczczenia irlandzkiego pisarza Jamesa Joyce’a i upamiętnienia jego twórczości, a przede wszystkim powieści Ulisses, której akcja w większości rozgrywa się 16 czerwca 1904 roku. Główne obchody święta odbywają się w Dublinie w Irlandii, miejscu akcji powieści.
Tego dnia odbywają się sympozja akademickie, inscenizacje i czytanie Ulissesa oraz wędrówki po pubach. Uczestnicy często ubierają się w kostiumy z początku XX wieku i wędrują po Dublinie ulicami, którymi chodził bohater powieści – Leopold Bloom.

## Historia
Nazwa Bloomsday pochodzi od nazwiska głównego bohatera powieści – Leopolda Blooma. 16 czerwca był dniem, w którym Joyce po raz pierwszy umówił się na randkę ze swoją przyszłą żoną Norą.
Pierwszy Bloomsday miał miejsce w pięćdziesiątą rocznicę wydarzeń w powieści, w 1954 roku. W ten dzień John Ryan i Brian O’Nolan zorganizowali podróż ścieżkami przedstawionymi w powieści. Dołączyli do nich Patrick Kavanagh, Anthony Cronin, A.J. Leventhal (archwista Trinity College) oraz reprezentant interesów rodziny, kuzyn Jamesa – Tom Joyce. Ryan zaangażował dwie taksówki konne podobne do tych używanych w książce. W trakcie swojej wędrówki ulicami i pubami Dublina odgrywali oni role z powieści: Cronin był Stephenem Dedalusem, O’Nolan jego ojcem Simonem, John Ryan dziennikarzem Martinem Cunninghamem, a A.J. Leventhal Leopoldem Bloomem. Uczestnicy wycieczki, będąc już pod wpływem alkoholu, po pewnym czasie pokłócili się, przerywając tym samym swoją wędrówkę.
W 1967 roku w Bailey Pub w centrum miasta John Ryan zainstalował drzwi do 7 Eccles Street, będące książkowymi drzwiami Leopolda Blooma.
W Bloomsday w 1982 roku, w stulecie urodzin Joyca stacja radiowa RTÉ wyemitowała trwające 29 i pół godziny słuchowisko Ulisses, w którym wystąpiło ponad 30 aktorów. Nagranie jest dostępne na 32 płytach CD.
W 2004 roku, w setną rocznicę wydarzeń, odbył się festiwal „ReJoyce Dublin 2004” trwający od 1 kwietnia do 31 sierpnia. W niedzielę, w przeddzień setnej rocznicy wydarzeń przedstawionych w książce, na O’Connell Street zebrało się 10 000 osób. Uczestniczącym w tym wydarzeniu podawano pełne irlandzkie śniadanie składające się z kiełbasy, bekonu, tostów, fasolki oraz white pudding i black pudding przy akompaniamencie muzyki, przedstawień teatru ulicznego oraz czytania fragmentów powieści.

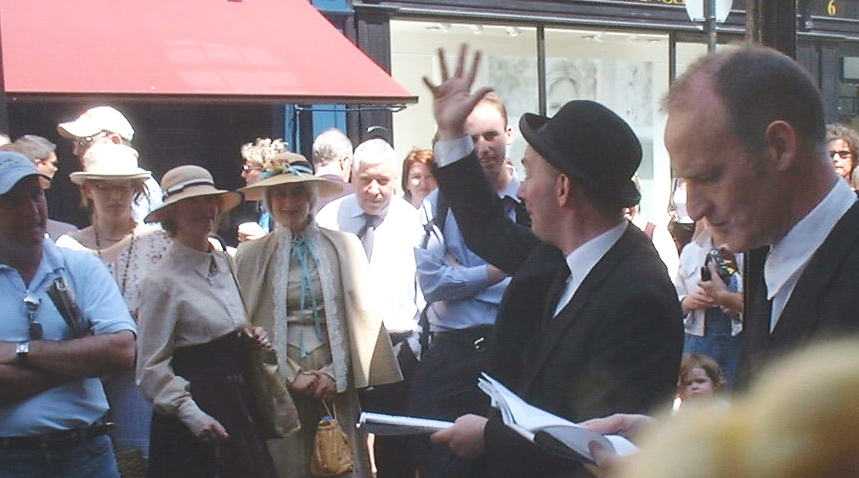
Aktorzy przed pubem Davy Byrne’a.

## Obchody na świecie
Podobne imprezy organizowane są od 1994 roku w Szombathely na Węgrzech, będącym fikcyjnym miejscem urodzenia ojca Blooma. Bloomsday odbywa się również w Filadelfii, Nowym Jorku i w kilku innych miastach Stanów Zjednoczonych i Brazylii oraz Europy i Australii.

## Odniesienia
- Akcja filmu Richarda Linklatera Przed wschodem słońca z 1995 roku rozgrywa się 16 czerwca[16].
- Poeci Ted Hughes i Sylvia Plath wzięli ślub 16 czerwca 1956 roku[17].
- Wiele odniesień znajduje się w powieści South of Broad Pata Conroya[18].
- W noweli Dublinesca Enrique Vila-Matas[19].
- W filmie Mela Brooksa z 1967 roku Producenci główny bohater nazywa się Leo Bloom.
- W 1984 roku zespół muzyczny Minutemen wydał album Double Nickels on the Dime, w którym znajduje się utwór 16 June.
- Akcja odcinka In the Name of The Grandfather serialu Simpsonowie z 2009 roku rozgrywa się w Irlandii, są w nim odniesienia do Bloomsday.
- Utwór z 2009 roku zespołu U2 pt. Breathe odnosi się do fikcyjnych wydarzeń 16 czerwca.